# Cerezo de Abajo
Cerezo de Abajo település Spanyolországban, Segovia tartományban. Cerezo de Abajo Cerezo de Arriba, Santo Tomé del Puerto, Duruelo és Sotillo községekkel határos. Lakosainak száma 145 fő (2024).

## Népesség
A település népessége az elmúlt években az alábbi módon változott:
| Lakosok száma | 174  | 186  | 174  | 171  | 153  | 145  | 123  | 112  | 122  | 145  |
|               | 2001 | 2004 | 2007 | 2009 | 2012 | 2014 | 2017 | 2019 | 2022 | 2024 |